# Fußball-Club Ismaning e.V.
Fußball-Club Ismaning e.V. é uma agremiação esportiva alemã, fundada em março de 1921, sediada em Munique, na Baviera.

## História
O clube jogou no menor nível de concorrência, até meados dos anos 90, quando avançou pela primeira vez à Landesliga Bayern-Süd (V). Na temporada 1999-2000 conquistou o título da Landesliga, chegando à Oberliga Bayern (IV). Também conquistou a Copa da Baviera. O triunfo o levou à participação na Copa da Alemanha, na qual foi eliminado na primeira fase pelo Borussia Dortmund ao ser goleado por 4 a 0.
A equipe jogou no quarto nível por mais sete temporadas e por três vezes consecutivas foi terceiro lugar de 2003 a 2005. Posteriormente, a sorte recuou após terminar em 14º na temporada 2006-07, quando quase sofreu o descenso. Na temporada 2007-08 ficou em 10º na Oberliga. Em 2009-10, obteve seu melhor desempenho na liga ainda, terminando em segundo.
A conquista da Oberliga Bayern finalmente ocorreu a 21 de maio de 2011 com uma vitória por 4 a 1 em casa sobre o SV Seligenporten, mas por conta de problemas de licença não foi, portanto, promovido. Ao fim da temporada 2011-12 terminou entre os nove melhores da Bayernliga e, assim, diretamente se qualificou para a nova camada quatro, a Regionalliga Bayern.

## Títulos
| - Oberliga Bayern (V) - Campeão: 2011; - Vice-campeão: 2010; - Landesliga Bayern-Süd (V) - Campeão: 2000; - Bezirksoberliga Oberbayern (VI) - Vice-campeão: 1996; - Bezirksliga Oberbayern-Nord (VI) - Vice-campeão: 1989; - Bezirksliga Oberbayern-Ost (VI) - Campeão: 1994; | - Bavarian Cup - Campeão: 2000; - Oberbayern Cup - Campeão: 2000; |

## Cronologia recente
| Temporada | Divisão               | Módulo | Posição |
| 1999–2000 | Landesliga Bayern-Süd | V      | 1° ↑    |
| 2000–01   | Bayernliga            | IV     | 8°      |
| 2001–02   | Bayernliga            | IV     | 11°     |
| 2002–03   | Bayernliga            | IV     | 3°      |
| 2003–04   | Bayernliga            | IV     | 3°      |
| 2004–05   | Bayernliga            | IV     | 3°      |
| 2005–06   | Bayernliga            | IV     | 6°      |
| 2006–07   | Bayernliga            | IV     | 14°     |
| 2007–08   | Bayernliga            | IV     | 10°     |
| 2008–09   | Bayernliga            | V      | 11°     |
| 2009–10   | Bayernliga            | V      | 2°      |
| 2010-11   | Bayernliga            | V      | 1°      |
| 2011–12   | Bayernliga            | V      | 9° ↑    |
| 2012–13   | Regionalliga Bayern   | IV     | °       |

## Retrospecto na Copa da Alemanha
| Temporada | Fase          | Data                 | Mandante    | Adversário        | Resultado |
| 2000–01   | Primeira fase | 26 de agosto de 2000 | FC Ismaning | Borussia Dortmund | 0 a 4     |

Fonte:«Copa da Alemanha (DFB-Pokal)». Weltfussball.de. Consultado em 14 de junho de 2009

## Fonte
- Grüne, Hardy (2001). Vereinslexikon. Kassel: AGON Sportverlag ISBN 3-89784-147-9